# Tuer le traître
Pour plus de détails, voir Fiche technique et Distribution.
Tuer le traître (خائن کشی, Khaen-koshi), est un film dramatique de 2022 du cinéaste iranien Massoud Kimiai

## Synopsis
Le film est une histoire de camaraderie et de démocratie. Il dépeint la vie de Mehdi Baligh, un voleur et escroc iranien.

## Distribution
- Amir Aghaei
- Mehran Modiri
- Poulad Kimiayi
- Mani Heidari
- Sam Derakhshani
- Saeid Pirdoost
- Sara Bahrami
- Pantea Bahram
- Hamid Reza Azarang
- Farhad Aeesh
- Reza Yazdani
- Fariba Naderi
- Andisheh Fouladvand
- Nader Fallah
- Narges Mohammadi
- Amir Reza Delavari
- Elham Hamidi
- Pardis Pourabedini
- Sepand Amirsoleimani
- Nasim Adabi
- Saman Salur
- Kianoosh Gerami
- Ayoub Aghakhani
- Iliya Keyvan
- Saman Salur
- Shapoor Kalhor

,